# Weston (Massachusetts)
Weston es un pueblo ubicado en el condado de Middlesex en el estado estadounidense de Massachusetts. En el Censo de 2010 tenía una población de 11.261 habitantes y una densidad poblacional de 250,86 personas por km².

## Geografía
Weston se encuentra ubicado en las coordenadas 42°21′38″N 71°18′12″O / 42.36056, -71.30333. Según la Oficina del Censo de los Estados Unidos, Weston tiene una superficie total de 44.89 km², de la cual 43.57 km² corresponden a tierra firme y (2.93%) 1.32 km² es agua.

## Demografía
Según el censo de 2010, había 11.261 personas residiendo en Weston. La densidad de población era de 250,86 hab./km². De los 11.261 habitantes, Weston estaba compuesto por el 85.35% blancos, el 2.04% eran afroamericanos, el 0.07% eran amerindios, el 9.89% eran asiáticos, el 0% eran isleños del Pacífico, el 0.62% eran de otras razas y el 2.02% pertenecían a dos o más razas. Del total de la población el 2.61% eran hispanos o latinos de cualquier raza.